# Дюбай, Огюст
Огю́ст Дюба́й (фр. Auguste Yvon Edmond Dubail; 15 апреля 1851, Бельфор — 7 января 1934, Париж) — французский военный деятель, дивизионный генерал (1903 год), участник франко-прусской войны и Первой мировой войны.

## Биография
В 1870 году окончил Сен-Сирскую военную школу и Академию Генштаба (1878 год).
Во время франко-прусской войны участвовал в боях при Саарбрюккене, Шпихерне и др. После осады Меца в составе армии Базена попал в германский плен. После окончания войны вернулся из плена во Францию, являлся членом Высшего военного совета и начальником Генштаба.
С 1912 года — командир 9-го армейского корпуса, с началом Первой мировой войны — командующий 1-й армией. С ней участвовал в Пограничном сражении. Во время боев в Лотарингии армия Дюбайя потерпела поражение и была вынуждена отступать. После этого в 1915 году армия Дюбайя участвует в операциях 1915 года на Западном фронте, однако успехов не добивается. С марта 1916 года военный губернатор Парижа.
После окончания войны командовал войсками в Лотарингии, на Вогезах и в Эльзасе.

## Награды
- Приказом Российского императора Николая II от 5 мая 1916 года награждён орденом св. Георгия 4-й степени.